# Jugovzhodna Slovenija
Jugovzhodna Slovenija (Zuidoost-Slovenië) is een statistische regio in Slovenië. De regio's vormen in Slovenië geen bestuursniveau: Slovenië heeft slechts het gemeentelijke en landelijke bestuur.
In 2021 had de regio Jugovzhodna Slovenija een bruto geboortecijfer van 10,7‰ (of: 10,7 geboorten per duizend inwoners), waarmee het de regio is met het hoogste geboortecijfer in Slovenië.

## Gemeenten
Tot Jugovzhodna Slovenija behoren de volgende gemeenten:
| - Črnomelj - Dolenjske Toplice - Kočevje - Kostel - Loški Potok | - Metlika - Mirna Peč - Mokronog-Trebelno - Novo mesto - Osilnica | - Ribnica - Semič - Šentjernej - Škocjan | - Šmarješke Toplice - Trebnje - Sodražica - Žužemberk |

Gorenjska · Goriška · Jugovzhodna Slovenija · Koroška · Notranjskokraška · Obalnokraška · Osrednjeslovenska · Podravska · Pomurska · Savinjska · Spodnjeposavska · Zasavska